# Micrometrus aurora
Espèce
Micrometrus aurora est une espèce de poissons téléostéens (Teleostei).